# Neomyostoma ptilodexioides
Neomyostoma ptilodexioides là một loài ruồi trong họ Tachinidae.